# Перминов, Борис Георгиевич
Борис Георгиевич Перминов (9 апреля 1929 года, Николаевск-на-Амуре — 30 мая 2005 года, Пенза) — российский руководящий работник высшей школы. Ректор Пензенской государственной архитектурно-строительной академии с 1985 по 1997 гг.  Заслуженный строитель РСФСР (1979). Почётный работник высшего профессионального образования Российской Федерации (1997).

## Биография
Родился 9 апреля 1929 года в г. Николаевск-на-Амуре. 
Окончил Саратовский автодорожный институт по специальности «Инженер-строитель мостов и тоннелей» (1952). 
С 1957 по 1985 гг. работал на ответственных должностях в Пензенской области: начальником технического отдела Управления промстройматериалов Пензенского совнархоза, затем главным инженером завода ячеистого бетона, заведующим отделом строительства Пензенского обкома КПСС. 
В 1985–1997 гг. – ректор Пензенской государственной архитектурно-строительной академии. Член совета ректоров Пензенской обл (с 1985 по 1997 гг.).
Во времена руководства академией Б.Г. Перминовым были решены две главные задачи - подготовка преподавателей высшей категории и улучшение материальной базы вуза. 
В решении первой задачи Борис Георгиевич сделал ставку на подготовку докторов наук из числа наиболее перспективных кандидатов наук, преподававших в то время. Он сумел создать все условия для подготовки и завершения работ над докторскими диссертациями. В результате первой половины 1990-х гг. количество докторов наук в Пензенской архитектурно-строительной академии превысило два десятка. 
Благодаря высокому авторитету Б.Г. Перминова удалось построить внеплановый для пензенских строителей объект - здание блока обслуживания студентов на ул. Беляева, которое сдано в эксплуатацию в 1990 году. В этом здании студенты получили современную базу для развития своего творчества и спорта.

## Научная деятельность
Автор более 80 научных и научно-методических работ.
Области научных интересов: совершенствование специальных видов бетонов и строительных конструкций. 
Некоторые труды:
- Перминов Б.Г., Демьянова В.С., Варламова Н.М. Проектирование предприятий сборного железобетона: учебное пособие пособие для вузов по специальности «Производство строительных материалов, изделий и конструкций» - Пенза: ПГАСИ, 1994. 343 с.
- Крышов И. М., Калашников В. И., Перминов Б. Г. и др. Фильтрация подземных вод и параметры воронок бесфильтровых скважин : монография. Пенза: ПГУАС, 2003. - 180 с.[2].

## Награды
- Заслуженный строитель РСФСР (1979);
- Почётный работник высшего профессионального образования Российской Федерации (1997);
- Поч. проф. Ассоциации строит. вузов России (1997).